# IAd
iAd — рекламный сервис, разработанный и внедряемый компанией Apple в продукты iPad, iPhone и iPod touch.

## О сервисе
Главной особенностью данного продукта является то, что реклама оставляет пользователя внутри самого приложения, а не перенаправляет его в браузер. 
Когда пользователь находится в рамках конкретного приложения, и решил кликнуть на рекламу iAd – для него откроется окно с HTML5, в котором и будут происходить все действия. 
Так же, как и в App Store, прибыль от размещения рекламы делится в заранее определенной пропорции – 30% Apple, 70% – владельцу приложения.
Основные рекламодатели сети: L’Oréal, Renault, Louis Vuitton, Nespresso, Perrier, Unilever, Citigroup (до 2011), Evian, LG Display, AT&T, Chanel.

## История
| Дата         | Описание | Источник |
| ------------ | --- | -------- |
| март 2010    | Поглощение компании Quattro Wireless, специализирующейся на мобильной рекламе за 274 миллиона долларов. | [ 1 ]    |
| 1 июля 2010  | Запуск платформы iAd. | [ 2 ]    |
| декабрь 2010 | Запуск в Великобритании, Франции. | [ 3 ]    |
| декабрь 2010 | Показан первый рекламный ролик на платформе для планшета iPad — им стала реклама фильма «Трон: наследие». | [ 4 ]    |
| январь 2011  | Запуск во Франции и Великобритании. | [ 5 ]    |
| январь 2011  | Запуск в Германии. | [ 5 ]    |
| февраль 2011 | Снижена минимальная сумма рекламного контракта до 500000$. Это сделано, чтобы привлечь более мелких рекламодателей. | [ 6 ]    |
| 8 июля 2011  | Снижена минимальная сумма рекламного контракта до 300000$. Это связано с тем, чтобы вернуть нескольких крупных клиентов, которые ушли к компаниям-конкурентам. В частности, Citigroup и американская розничная сеть J.C. Penney Company. |          |
| февраль 2012 | Снижена минимальная сумма рекламного контракта до 100000$. Это сделано, чтобы эффективно бороться с Google. Разработчики мобильной рекламы для Apple теперь получают 70 % от рекламной выручки.                                          | [ 7 ]    |
| август 2014  | Добавлены прероллы и интерактивные баннеры для России. | [ 8 ]    |
| январь 2016  | Объявлено, что сервис прекратит работу с 20 июня 2016. | [ 9 ]    |